# Toledska prevajalska šola
Z imenom Toledska prevajalska šola (špansko Escuela de traductores de Toledo) označujemo skupino učenjakov in prevajalcev, ki so v Toledu  med 12. in 13. stoletjem sodelovali, da bi v Evropo prenesli znanje z Orienta, še posebej modrosti  starih Grkov in Arabcev. 
Delovanje šole (oziroma te skupine, saj ne gre za šolo v pravem pomenu besede) se deli na dve obdobji z vmesnim prehodnim obdobjem. Prvo je potekalo v 12. stoletju pod vodstvom nadškofa Rajmonda Toledskega, ki je spodbujal prevajanje filozofskih in religioznih del, večinoma iz klasične arabščine v latinščino.  Pod kraljem Alfonzom X. Kastiljskim v 13. stoletju pa so začeli prevajati besedila o astronomiji, matematiki in drugih znanostih. Prevajali niso več v latinščino, temveč v kastiljščino.

## Zgodovina

### Zgodovinsko ozadje in začetki
Toledo je bil sprva rimska kolonija, kasneje prestolnica Vizigotskega kraljestva, od leta 711 pa pod arabsko oblastjo. Takrat so v njem skupaj živeli muslimani, judje in kristjani.  Leta 1085 je mesto osvojil Alfonz VI. Kastiljski. Tako je Toledo postalo prvo večje mesto, ki je prešlo v roke kristjanov. Že prej je bilo pomembno kulturno središče, saj je bila tam velika knjižnica s prevodi vodilnih antičnih znanstvenikov in filozofov  ( Aristotela, Hipokrata, Galena, Ptolemaja idr.) v arabščino ter takratnimi najpomembnejšimi znanstvenimi deli. To so kristjani po osvojitvi podedovali, ohranili ter le še nadgradili in napočil je čas največjega razcveta. 
Rajmond Toledski (špansko Raimundo de Sauvetat ali Raimundo de Toledo), nadškof v Toledu med letoma 1126 in 1152, je izkoristil ugodne okoliščine sožitja treh kultur in spodbudil ter finančno podpiral različne prevajalske projekte. V knjižnici toledske katedrale je zbral skupino učenjakov, ki so jo sestavljali toledski mozarabci (kristjani, ki so dolgo živeli pod muslimansko oblastjo), judovski učenjaki, učitelji v medresah (muslimanska verska šola) in benediktinski menihi iz samostana Cluny. Prevajali so predvsem dela s filozofsko ali religiozno vsebino iz arabščine v kastiljščino in potem v latinščino ali pa direktno iz arabščine v latinščino ali grščino. Njihovo delo je bilo zelo pomembno za celo krščansko Evropo, saj so zahvaljujoč tem prevodom na evropskih univerzah postala znana in dostopna besedila arabskih in hebrejskih filozofov, važna za razumevanje klasičnih avtorjev (še posebej Aristotela), in tako vzpodbudila ponovno zanimanje zanje. Prevedene so bile knjige Aristotela s komentarji arabski filozofov, in sicer Avicenne, Al-Farabija in Averroesa, ter dela španskih avtorjev judovskega izvora (npr. Ibna Gabirola). Prav tako so bili prevedeni  psalmi iz  Stare zaveze in Koran. Poleg tega v tem času Evropa začne sprejemati orientalsko znanost prek prevodov del, ki so do 16. stoletja služila kot priročniki za univerze (Avicenna : Canon, Galen: Arte); astrologija, astronomija in aritmetika pa so se obogatile s prevodi del Al-Razija, Ptolemaja  in Al Hvarizmija. 
Gerardo de Cremona iz Italije je bil najbolj plodovit prevajalec v Toledu tistega časa, saj je prevedel več kot 70 knjig, med njimi Ptolemajev Almagest, Aristotelovo razpravo O nebu, Arhimedovo razpravo Merjenje kroga in Evklidove  Elemente ter razne medicinske knjige. Drugi pomembni prevajalci tega obdobja so bili Juan Hispalense, ki je prevajal predvsem dela arabskih avtorjev o astrologiji, Domingo Gundisalvo, ki se je osredotočil na filozofska dela, in Miguel Escoto.

### Prehodno obdobje
Po smrti nadškofa Rajmonda se je prevajalska dejavnost v Toledu zmanjšala, vendar se je v drugi polovici 12. stoletja ohranila in nadaljevala v novem stoletju. Za časa vladanja Ferdinanda III. Kastiljskega v prvi polovici 13. stoletja je bila sestavljena knjiga Libro de los Doce Sabios (Knjiga dvanajstih modrecev) . V tem obdobju so bili narejeni prvi prevodi iz arabščine v ljudsko kastiljščino. 
V tem obdobju so delovali prevajalci: Marco de Toledo, španski zdravnik in toledski kanonik, ki je prevedel več medicinski del, nekaj muslimanskih verskih razprav ter grško razpravo o biologiji; Alfredo de Sarashel, angleški prevajalec in filozof, ki je prevedel pseudoaristotelski De plantis in Avicennae Mineraila iz Sife Ibn Sina in  Hermannus Alemmanus, ki je med drugim prevedel večino Aristotelove  Retorike.

### Obdobje Alfonza X.
V drugi polovici 13. stoletja za časa vladavine kralja Alfonza X. Kastiljskega, imenovanega tudi »el Sabio« – modri, je toledska prevajalska šola dosegla vrhunec. Osredotočili so se na prevajanje del o astronomiji, medicini, matematiki, fiziki in alkimiji. Prejetje vsega tega znanja je obrodilo sadove v obliki originalnih del na pobudo kralja,  kot na primer Libro de las Tablas Alofonsíes- knjigo z astronomskimi tabelami, nekaj del pa pripisujejo kar kralju, najpomembnejše med njimi so Estoria de España  o zgodovini Španije, General estoria o svetovni zgodovini in  Cantigas de Santa María, zbirka pesmi v srednjeveški galicijščini. Prevedene so bile razprave Al-Zarkalija, Ptolemaja in Ibn al-Haitama pa tudi knjige za razvedrilo, na primer Libros de ajedrez, dadas y tablas (o šahu, kockanju in nekaterih drugih družabnih igrah), ter zbirke zgodb orientalskega izvora Calila e Dimna (Panchatantra) in Sendebar.  
Ena najpomembnejših značilnosti te druge faze je bilo, da po ukazu Alfonza X.  niso več prevajali v latinščino, temveč v takratno ljudsko kastiljščino, ki se je s tem razvijala, da so lahko v njej pisali o znanstvenih temah, o katerih se je prej pisalo le v latinščini, in da je bila razumljiva čim več ljudem.
Prevajalske metode so se s časom razvijale in spreminjale. Sprva je jud ali kristjan, ki je znal arabsko, ustno prevedel original v srednjeveško verzijo kastiljščine, drugi strokovnjak, ki je znal latinsko, pa je narekoval pisarju  v latinščini. Kasneje, v obdobju Alfonza X. Kastiljskega, je knjigo prevedel v kastiljščino en prevajalec, ki je znal več jezikov, na koncu pa je njegovo delo pregledal urednik. Eden od urednikov je bil tudi sam kralj. 
Pod vodstvom Alfonza X. so pomembni vlogo dobili judovski znanstveniki in prevajalci, ki jih je cenil zaradi njihovih intelektualnih sposobnosti in ker so obvladali oba jezika, ki so ju največ uporabljali pri prevodih, torej arabščino in kastiljščino. Eden najvidnejši  judovskih prevajalcev in hkrati tudi kraljev zdravnik je bil Yehuda ben Moshe, ki je med drugim prevedel Lapidario in Picatrix . Pri prevodu Tablas Alfonsíes  je sodeloval z drugim priznanim judovskim prevajalcem Isaacom ben Sayyidom. Poleg njiju sta znana še Rabbi Zag de Sujurmenza in Abraham Ibn Waqar. 
Z Alfonzovim krogom prevajalcev so bili povezani tudi španski krščanski učenjaki, na primer Fernando de Toledo, Garci Pérez, Juan Daspa, Guillen Arremon, Juan de Mesina in Juan de Cremona, Álvaro Toledski in frančiškan Pedro Gallego in iz tujine Guillermo el Inglés, Aegidhius de Thebaldis Parmense in Pietro Reggio. 
Alfonza X. je leta 1284 nasledil Sancho IV. Kastiljski, ki je razpustil večino prevajalskih skupin, zato so mnogi prevajalci in učenjaki zapustili Toledo in poiskali nove mecene.

## Zapuščina in vpliv
Prevodi del o različnih znanostih, na primer o astronomiji, astrologiji, matematiki in medicini, so v toledo privabili mnoge učenjake iz cele Evrope. Zahvaljujoč tem prevodom je znanje, pridobljeno iz arabskih, grških in hebrejskih tekstov, postalo znano na evropskih univerzah. 
Albert Veliki je pri sistematizaciji Aristotelove filozofije za temelj vzel prevode iz Toleda. Njegov učenec Tomaž Akvinski je prav tako uporabil veliko tam prevedenih del, da je Aristotela vključil v svoje filozofske razprave.  Roger Bacon se je zanašal na prevode iz arabščine pri svojih doprinosih na področju optike, astronomije, kemije in fizike. Nikolaj Kopernik je študiral prevod Ptolemajevega Almagesta ter uporabil podatke iz Tablas Alfonsíes, ki so bile zelo popularne, zato so posodobljene verzije tiskali še tristo let.

## Danes
Z namenom, da bi obnovili duh srednjeveške šole oziroma prevajalskega centra so leta 1994 ustanovili novo prevajalsko šolo. Od leta 2003 je Toledska prevajalska šola eden izmed kulturnih in raziskovalnih inštitutov univerze Universidad de Castilla-La Mancha in ima sedež v palači kralja Don Pedra na trgu Svete Izabele v Toledu. Tam deluje manjša skupina raziskovalcev in specializirana knjižnica, prav tako pa organizirajo mednarodne simpozije, podeljujejo nagrado Premio Gerardo de Cremona in izvajajo izobraževanja za prevajanje iz arabščine in hebrejščine. 